# جيف هنت (رسام)
جيف هنت (بالإنجليزية: Geoff Hunt)‏ هو رسام بريطاني، ولد في 1948.